# Bob Murawski
Bob Murawski (Detroit, 14 de junho de 1969) é um editor e montador estadunidense. Venceu o Oscar de melhor montagem na edição de 2010 por The Hurt Locker, ao lado de Chris Innis.